# الیکایی براون
الیکایی براون (نام علمی: Thryorchilus browni) نام یک گونه از تیره الیکایی است.